# Masukwane
Masukwane is een dorp in het district North-East in Botswana. De plaats telt 630 inwoners (2011).